# Lenindenkmal (Kiew)
Koordinaten: 50° 26′ 32,8″ N, 30° 31′ 10″ O

Lenindenkmal mit Zelt der kommunistischen Partei, September 2010

Das Lenindenkmal in Kiew war ein Denkmal für Wladimir Iljitsch Lenin in der ukrainischen Hauptstadt Kiew. Es wurde 1946 aufgestellt und am 8. Dezember 2013 im Rahmen der Dekommunisierung in der Ukraine zerstört.

## Das Lenindenkmal
Das 3,45 Meter hohe Denkmal aus dunkelrotem Granit wurde von dem sowjetischen Bildhauer Sergei Merkurow geschaffen und zunächst 1939 im Rahmen der Weltausstellung in New York gezeigt. Am 5. Dezember 1946 wurde es in Kiew auf dem Taras-Schewtschenko-Boulevard nahe dem Bessarabska-Platz, aufgestellt. In den etwa sechs Meter hohen Sockel aus schwarzem Labradorit waren einige Lenin-Zitate eingraviert.
Im Juni 2009 wurde die Statue von ukrainischen Nationalisten beschädigt, die sich bei dieser Aktion auf eine Anordnung des damaligen Präsidenten Wiktor Juschtschenko über die „Demontage von Denkmälern der totalitären Vergangenheit“ beriefen. Das Denkmal wurde anschließend restauriert und wiederaufgestellt. In der Folge wurde es zeitweise von Mitgliedern der Kommunistischen Partei der Ukraine (KPU) bewacht, um weitere Zerstörungsversuche zu verhindern.

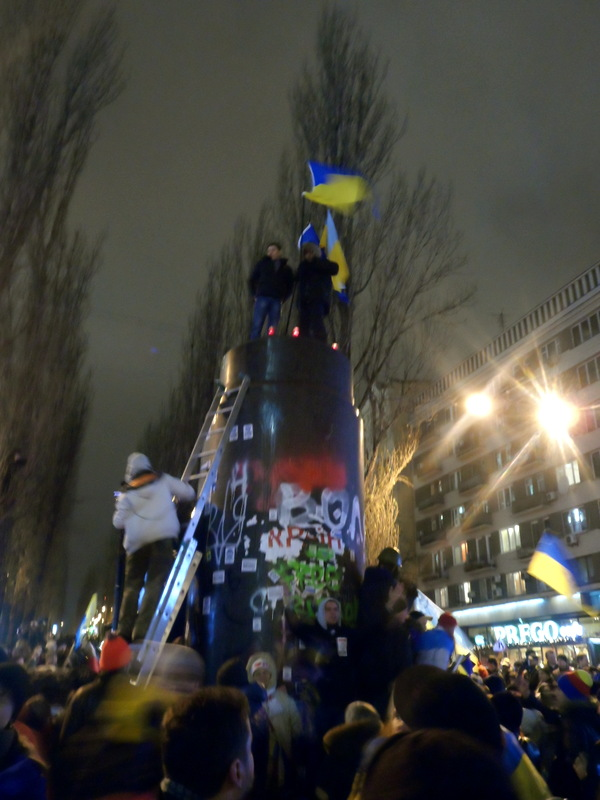
Demonstranten auf dem Sockel der gestürzten Lenin-Statue, den 8. Dezember 2013

### Zerstörung am 8. Dezember 2013
Im Rahmen der Revolution des Euromaidan wurde das Denkmal am Abend des 8. Dezember 2013 von Demonstranten gestürzt. Auf dem Sockel des Denkmals wurde die Flagge der Ukraine angebracht. Die Verantwortung für die Zerstörung übernahm die Allukrainische Vereinigung „Swoboda“. Der damalige ukrainische Ministerpräsident Mykola Asarow (der kurz darauf abgelöst wurde und nach Russland ging) nannte die Zerstörung hingegen barbarisch.
Der polnische Außenminister Radosław Sikorski veröffentlichte am 21. Februar 2014 auf seinem Twitter-Account ein Foto, welches ihn mit geballter rechter Faust vor dem Sockel des gestürzten Denkmals zeigt. Sikorski hatte bereits im Dezember 2013 die Zerstörung des Denkmals ausdrücklich begrüßt.

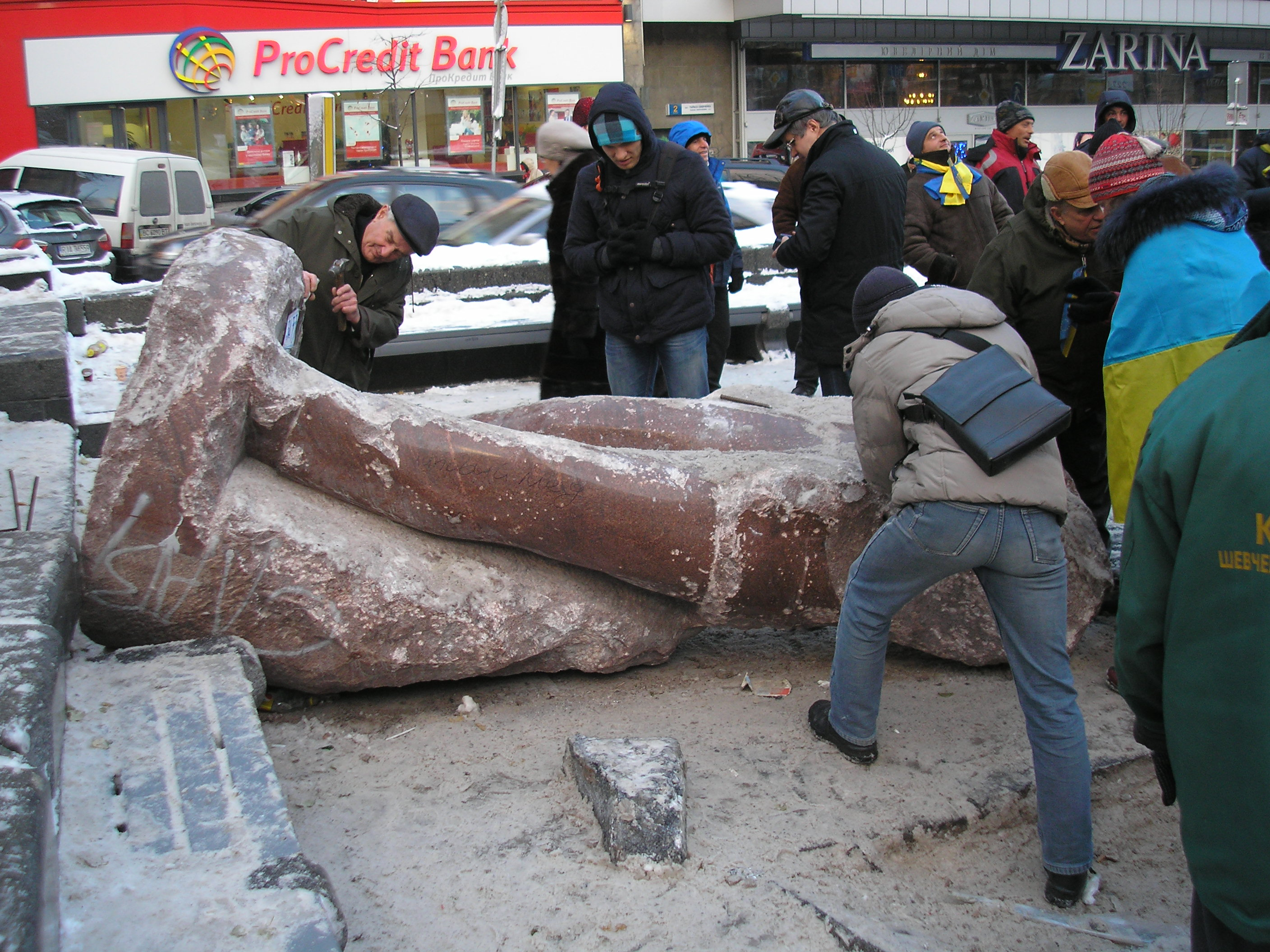
9. Dezember: Demonstranten zerstören die gestürzte Leninstatue